# Asahel Bush House and Bush's Pasture Park
La Casa de Asahel Bush y Pasture park (en inglés : Asahel Bush House and Bush's Pasture Park) son un parque público y jardín botánico de 366 240.50 m² (90.5 acres) de extensión, así como el lugar de ubicación de la Asahel Bush House, que se encuentra en el listado del Registro Nacional de Lugares Históricos desde 1974, y actualmente administrado como el Bush House Museum. Se encuentran en Salem, Oregón, Estados Unidos. 

## Museo de la Casa Bush
El parque y la casa del museo de estilo Victoriano Italianizante construida entre 1877-1878 para Asahel Bush, fundador del periódico Oregon Statesman y después del "Ladd and Bush Bank". En 1882 Bush añadió un conservatorio para sus hijas, que pasa por ser el primer invernadero construido hasta entonces al oeste del río Misisipi. Actualmente está aprovechado para el cultivo de plantas estacionales.  
El conjunto es de propiedad de la ciudad de Salem, la casa ha estado abierta al público desde 1953 y ahora está administrada por la asociación "Salem Art Association" como el " Bush House Museum" (Museo de la casa de Bush). El museo exhibe mobiliario del período Victoriano y los papeles pintados originales, y está abierto para los viajes organizados de miércoles a domingos. Hay que pagar una tarifa de entrada.

## Centro de Arte del Granero de Bush
El granero de la finca que fue utilizado para contener el equipo de la granja ahora es el Bush Barn Art Center (Centro de Arte del Granero de Bush), que está administrado por la "Salem Art Association" (Asociación del Arte de Salem). El centro ofrece dos galerías de exposición de arte contemporáneo, la galería de "A.N. Bush" para los objetos expuestos de los artistas regionales, nacionales e internacionales, y la galería más pequeña "Focus Gallery" para los artistas locales. Hay también una galería de artesanías con los trabajos consignados para la venta. La admisión es libre y gratuita.
La asociación de Arte organiza en el parque cada año la "Salem Art Fair and Festival" (Feria del Arte y Festival de Salem) el tercer fin de semana de julio. 

## Características del parque
Actualmente el parque alberga senderos, áreas de pícnic, zonas de juegos, canchas de tenis, bosquetes naturales con árboles maduros del Roble Blanco de Oregón, cerezos y manzanos de cultivo en huertos, y una rosaleda con más de 2,000 rosas. En el parque están ubicados el McCulloch Stadium (sendas y campo de fútbol americano) de la Universidad Willamette y el Spec Keene Stadium (pelota base), albergan una serie de eventos universitarios y de la comunidad, tal como el "Jaycees Kids Relays de Salem" el equipo de soccer amateur  del Cascade Surge en la USL Premier Development League. 
El parque tiene también una pista de soap box derby que es la sede del "Salem Soap Box Derby" y colinas abajo el evento del skateboarding.
El parque está abierto al público todos los días de 5:00 am a 9:00 pm.